# Église Saint-Nicolas de Beaune
L’église Saint-Nicolas est une église située à Beaune, en France.

## Localisation
L'église est située dans le département de la Côte-d'Or, sur la commune de Beaune.

## Historique
L'église a été construite, en dehors des remparts, au XIIe siècle. Elle fut remaniée aux XIVe et XVe siècles.
Un curé de Saint-Nicolas, l'abbé Victor Chocarne (1824-1881) a été l'instigateur du « Pélerinage des bannières », premier pèlerinage d'ampleur nationale à Lourdes en 1872.

## Protection
L'église Saint-Nicolas fait l’objet d’un classement au titre des monuments historiques depuis 1921.